# Henry Sims
Henry Sims (ur. 27 marca 1990 w Baltimore) – amerykański koszykarz występujący na pozycjach silnego skrzydłowego oraz środkowego, obecnie zawodnik Unahotels Reggio Emilia.
16 września 2015 podpisał umowę z klubem Phoenix Suns. Po rozegraniu sześciu spotkań przedsezonowych został zwolniony 24 października. 12 listopada został pozyskany przez występujący w NBA Development League zespół Grand Rapids Drive. 17 marca 2016 podpisał 10-dniową umowę z drużyną Brooklyn Nets.
22 września 2016 podpisał umowę z Utah Jazz.
15 sierpnia 2017 został zawodnikiem włoskiego Vanoli Cremona. 6 sierpnia 2018 dołączył do Virtusu Rzym.
6 sierpnia 2019 zawarł umowę z włoskim Lavoropiu Fortitudo Bolonia. 8 lipca 2020 dołączył do południowokoreańskiego Incheon Electroland Elephants. 15 lutego 2021 podpisał kontrakt z włoskim Unahotels Reggio Emilia.

## Osiągnięcia
Stan na 16 lutego 2021, na podstawie, o ile nie zaznaczono inaczej.
NCAA
- Uczestnik:
  - turnieju NCAA (2010, 2011, 2012)
  - meczu gwiazd NCAA – Reese's College All-Star Game (2012)
- Zaliczony do III składu konferencji Big East (2012)

Klubowe
- Awans włoskiej serie A (2019)

D-League
- Uczestnik meczu gwiazd D-League (2013)